# Южна Сардиния
Южна Сардиния (на италиански: Provincia del Sud Sardegna) е провинция на остров Сардиния.
Има площ 6530 km² и население 351 586 души (2018). Провинцията включва 107 общини, административен център е град Карбония.
| Каляри • Нуоро • Ористано • Сасари • Южна Сардиния | Знаме на Сардиния |